# Жидкость для снятия лака

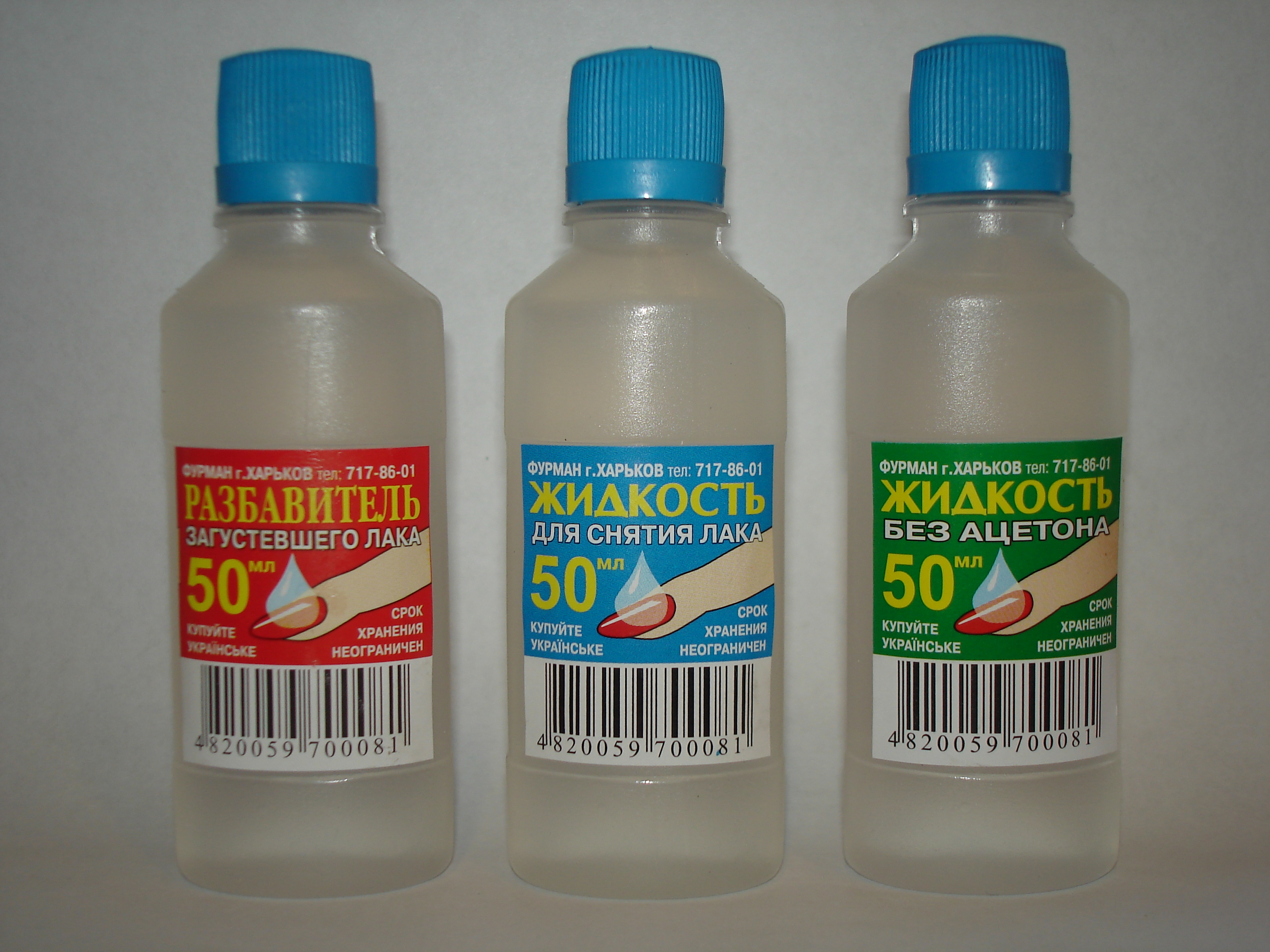
Жидкость для снятия лака

Жидкость для снятия лака — косметическое средство, предназначенное для снятия лака для ногтей. Жидкость смягчает затвердевший лак, после чего он легче снимается.
В жидкости содержатся такие растворители как ацетон, этилацетат, изопропиловый спирт и гликоли в разной концентрации. Добавляют касторовое и другие масла. Продаётся в виде геля, жидкости или крема, а также в виде салфеток, пропитанных данным средством. В современных жидкостях для снятия лака часто не содержится ацетон, так как он вреден для натуральных ногтей.